# Shaffaq Mohammed
Shaffaq Mohammed est un homme politique britannique.
En 2019 il est élu député européen du parti des Libéraux-démocrates. Il est nommé à la chambre des Lords le 21 février 2025.

## Biographie
En 2015, Mohammed est devenu Membre de l'Ordre de l'Empire britannique (MBE) "pour service politique" en tant que membre du conseil municipal de Sheffield.